# يوهانس فان دير هورست
يوهانس فان دير هورست (بالهولندية: Johannes van der Horst)‏ هو رياضي خماسي هولندي، ولد في 10 أغسطس 1909 في لاهاي في هولندا، وتوفي في 14 سبتمبر 1992 في دورن في هولندا.

## وصلات خارجية
- جوهانس فان دير هورست على موقع أوليمبيديا (الإنجليزية)